# Justin Mapp
Justin Mapp (Brandon, 18 ottobre 1984) è un ex calciatore statunitense, di ruolo centrocampista.

## Carriera

### Club
Mapp si è diplomato alla Bradenton Academy nel 2001 ed è subito stato ingaggiato dal D.C. United. A Washington gioca solo 28 minuti nel suo primo anno da professionista, e nel 2003 il club decide di girarlo ai Chicago Fire in cambio di Dema Kovalenko. Mapp sarà un valore aggiunto per la vittoria dei Fire nella US Open Cup del 2003 (poi rivinta nel 2006) e per il raggiungimento della finale di MLS Cup in quella stessa stagione, persa per 4-2 contro i San Jose Earthquakes.

### Nazionale
Mapp ha giocato in quasi tutte le nazionali giovanili statunitensi, partecipando anche al mondiale Under-17 del 2001 in Trinidad e Tobago. Il suo debutto con la nazionale maggiore risale al 12 ottobre 2005, in una gara contro Panama.
Ha giocato anche per gli USA nella Coppa America del 2007.

## Palmarès

### Club

#### Competizioni nazionali
- MLS Supporters' Shield: 1

Chicago Fire: 2003
- U.S. Open Cup: 2

Chicago Fire: 2003, 2006
- Canadian Championship: 2

Montréal Impact: 2013, 2014

### Nazionale
- Gold Cup: 1

2007

### Individuale
- MLS Best XI: 1

2006
- George Gross Memorial Trophy: 2

2013, 2014